# Хемијски градијент
Хемијски градијент је градијент хемијског потенцијала поједноставњено се може схватити као разлика у концентрацији два раствора (или две средине). 
Стрикто речено, хемијски градијент је просторна промена хемијског потенцијала. 
Жива ћелија, да би опстала, мора непрекидно да одржава оптималну концентрацију састојака у њој и око ње што се постиже транспортом сатојака.  Када се састојци крећу из средине са већом у средину са мањом концентрацијом, онда је то кретање низ хемијски градијент (низбрдо) што се дешава при пасивном транспорту. Када се састојци крећу из средине са мањом у средину са већом концентрацијом, онда је то насупрот градијенту и врши се при активном транспорту.
Очигледно, пасиван транспорт се одиграва спонтано а за активан транспорт потребно је утрошити рад.
Треба уочити да је коцепт градијента и потенцијала много шири и да иста правила важе за кретање наелектрисања у градијенту електричног потенцијала или за простирање топлоте у градијенту температуре. Кретање низ градијент је спонтано и при томе се систем може навести да врши користан рад. Рецимо, приликом пражњења батерије којом се напаја мобилни телефон наелетрисање се креће низ градијент. Пуњење батерије је кретање наелетрисања уз градијент. У првом случају батерија врши рад а у другом рад се доводи споља...   